# Décret
Un décret (du latin decretum, « décision ») est une décision émise par une autorité souveraine.

## Histoire
Selon les Définitions de Platon, le décret est une « décision politique qui ne vaut que pour une période de temps déterminée ».

## Définitions dans le monde

### En Belgique
Actuellement, en Belgique, un décret (ou une ordonnance pour Bruxelles) est une décision émanant du pouvoir législatif d'une entité fédérée, signée par le gouvernement, et ne produisant des effets juridiques que sur le territoire de l'entité correspondante.

### En France
En France, un décret est une norme émanant du pouvoir réglementaire. Il est pris par le Premier ministre, éventuellement contresigné par les ministres concernés par son application, ou par le président de la République. Dans la hiérarchie des normes, il prend une valeur supérieure aux arrêtés. Enfin, il s'applique immédiatement et n'est jamais pourvu d'un caractère rétroactif.

## Types de décrets en France
En fonction de leur portée : 
- à portée générale, qui formulent des règles de droit ;
- à portée individuelle, qui concernent une personne ;

En fonction de leur nature :
- les décrets autonomes, qui concernent les matières qui ne sont pas du domaine de la loi ;
- les décrets d'application, qui précisent les modalités d'application d'une loi.

## Au sens du droit canonique
Dans l'histoire du droit canonique, le terme « décret » a désigné un recueil de textes législatifs de l'Église (décisions pontificales, décrets conciliaires) :
- Décret de Burchard de Worms ;
- Décret de Gratien.

L'importance du décret de Gratien a rapidement fait de décret un synonyme de « droit canonique ». L’expression « faculté de décret » désignait alors les facultés spécialisées en droit canonique, celle de « faculté de droit » étant restreinte à celles qui enseignaient le droit romain.

### Articles nationaux
- Décret en Espagne
- Décret en France
- Décret en Belgique
- Ordre exécutif (décret présidentiel, aux États-Unis)
- Oukase

### Liste de décrets
- Décret de l'Alhambra
- Décret contre les prêtres réfractaires
- Décret des deux tiers
- Décret d'application
- Comité des décrets
- Décret contre les images
- Décret de Berlin
- Décret sur le tutoiement obligatoire
- Décret de Déclaration de paix au monde
- Décret 770 régulant l'avortement en Roumanie
- Décret sur la création du Tribunal révolutionnaire
- Décret d'abolition de l'esclavage du 27 avril 1848